# サンユインダストリアル
サンユインダストリアル株式会社（英：SANYU INDUSTRIAL CO.,LTD.)は、大阪市北区に本社を置く、日本の「石油製品」「石油化学製品」「合成樹脂製品」を扱う専門商社並びに、製品の開発・販売を事業とする企業。

## 会社概要
1921年に社名の由来である、三つの油（石油・植物油・炭油）の卸売・小売業として創業。その後、石油・石油化学・合成樹脂・電子材料と事業領域を拡大。
また、グループ会社で、電気・電子用絶縁封止樹脂・建材用接着剤・LED用樹脂・伝送用樹脂等、独自樹脂ブランドを製造開発を行っている。

## 事業所
- 本社/大阪支社（アクア堂島東館14階）
- 東京支社（サンユ日本橋1丁目ビル）
- 名古屋支店（広小路ESビル9階）
- 九州支店（博多駅前第二ビル5階）

## グループ企業
- サンユレック株式会社
- 株式会社サンユ技工
- SANYU JUSHI SDN.BHD.
- 上海三悠樹脂有限公司
- SANYU REC CO.,LTD INDIA LIAISON OFFICE
- 三悠商貿有限公司（上海・香港）

## 沿革
- 1921年（大正10年）4月 - 髙橋理祐が石油小売店を志し、高橋商店を開業。
- 1947年（昭和22年）4月 - 株式会社高橋商店を設立。
- 1948年（昭和29年）5月 - 社名を三油興業株式会社と改める。
- 1963年（昭和38年）9月 - サンユレジン株式会社を設立。
- 1984年（昭和59年）3月 - 日本レック株式会社を設立。
- 1985年（昭和60年）6月 - 株式会社サンユ技工を設立。
- 2000年（平成12年）10月 - サンユインダストリアル株式会社と社名を改称。
- 2001年（平成13年）4月 - サンユレジン株式会社と日本レック株式会社が合併し、社名をサンユレック株式会社に変更。